# Colección de Acuarelas Pomológicas

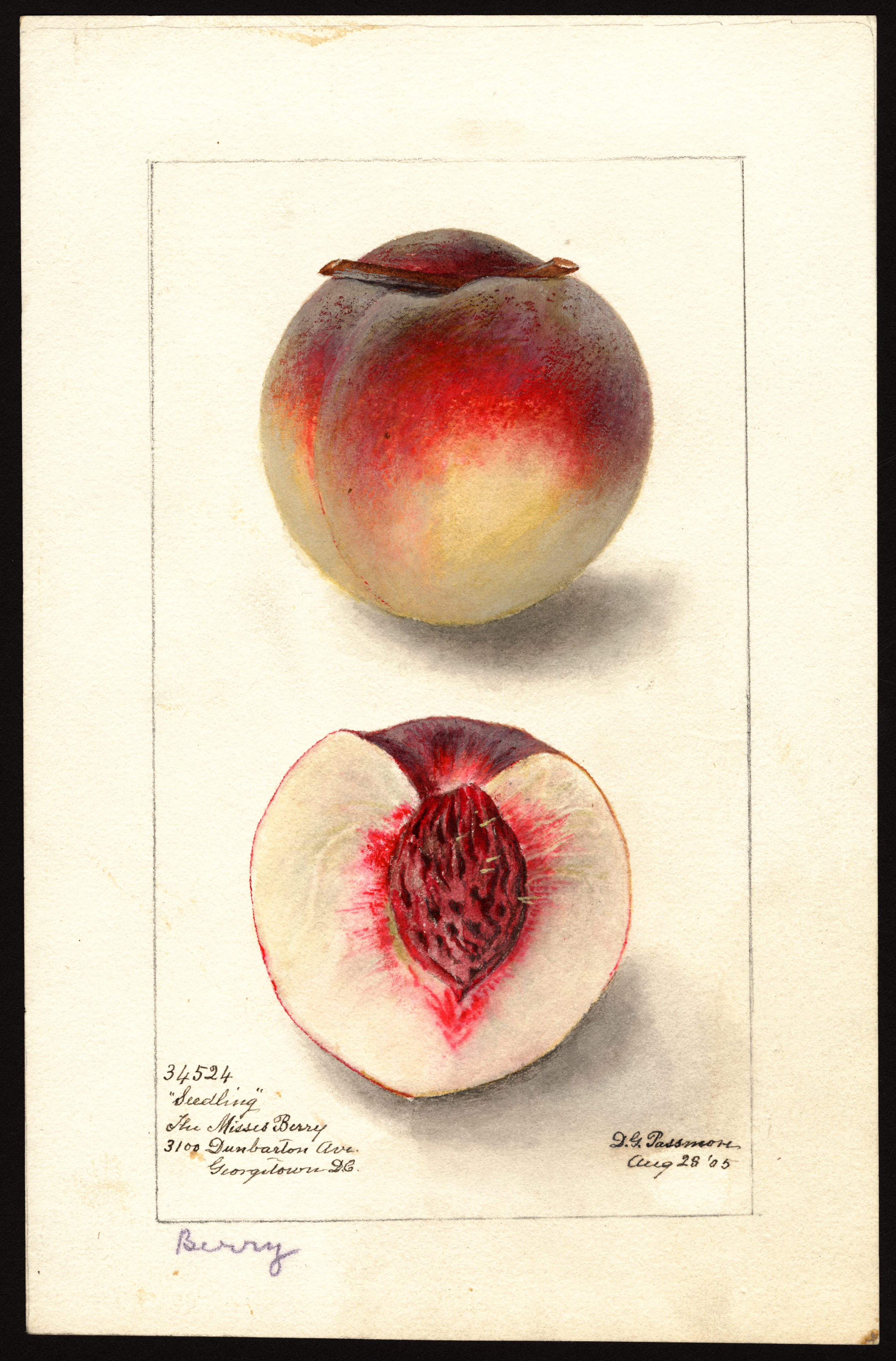
Acuarela de Deborah Griscom Passmore de la variedad 'Berry' de melocotón (Prunus persica), 1905.

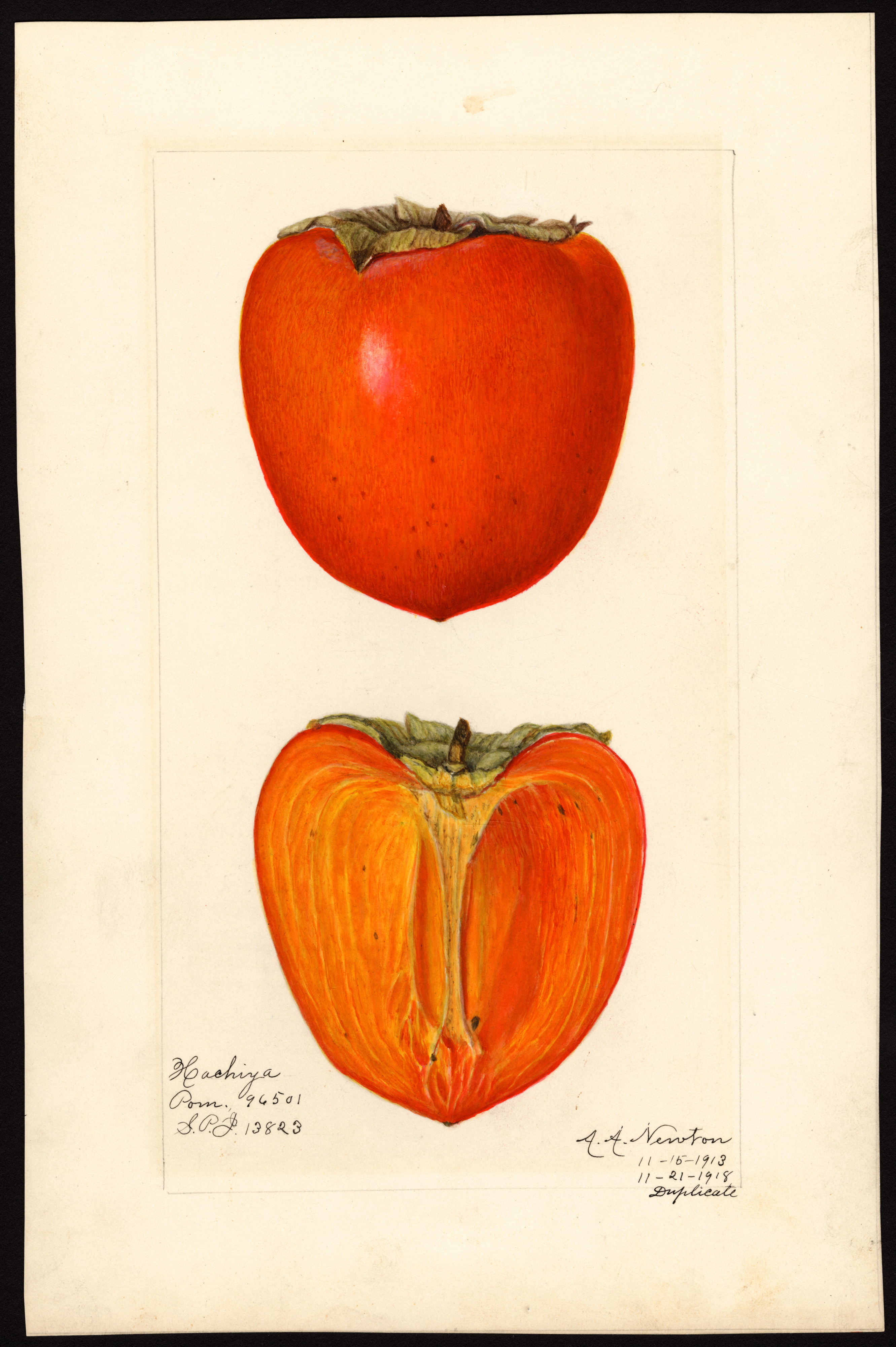
Acuarela de Amanda Newton de caqui japonés (variedad 'Hachiya'), 1915.

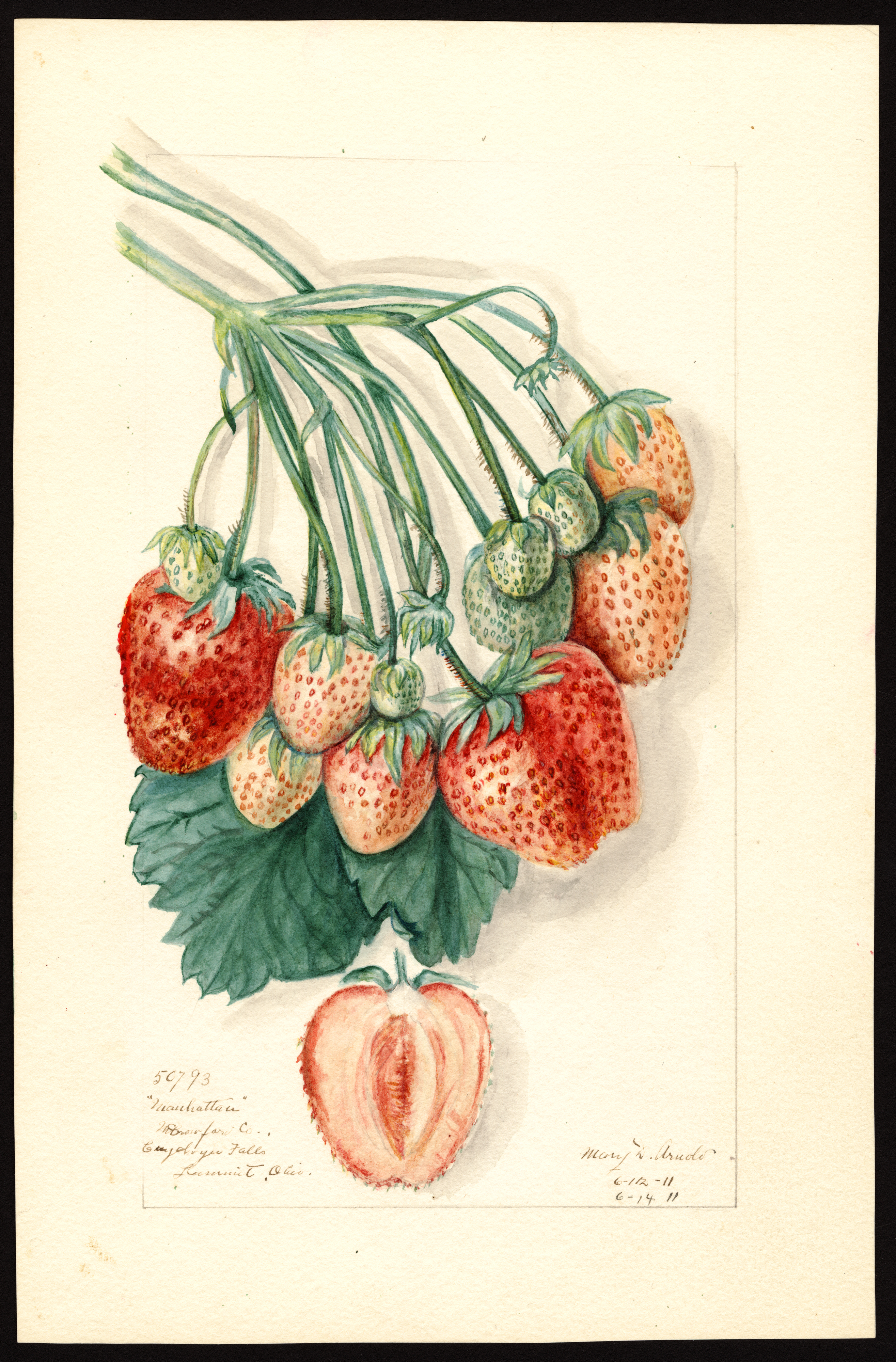
Acuarela de Mary Daisy Arnold de la variedad de fresas 'Manhattan' (especies de Fragaria), 1911.

La Colección de Acuarelas Pomológicas en inglés USDA Pomological Watercolors del Departamento de Agricultura de los Estados Unidos es un archivo de unas 7500 acuarelas ilustraciones botánicas creadas para el USDA entre los años 1886 y 1942 por alrededor de cinco docenas de artistas. Alojada por la Biblioteca Agrícola Nacional de los Estados Unidos « United States National Agricultural Library » es un recurso único que documenta los cultivares de frutas y nueces existentes, las nuevas introducciones y los especímenes descubiertos por los exploradores de plantas del USDA, representando 38 familias de plantas en total. Se la ha calificado como "una de las colecciones más inusuales del mundo de ilustraciones botánicas estadounidenses de finales del siglo XIX y principios del XX".
El archivo abarca los años en que la agricultura estadounidense amplió considerablemente la gama de frutas y verduras cultivadas a escala comercial y desarrolló numerosos cultivares nuevos. Los artistas del USDA crearon las acuarelas para catalogar estos cultivares —muchos de los cuales tenían diferentes nombres en distintas regiones de Estados Unidos— y para mostrar los daños causados por enfermedades y plagas típicas en frutas específicas. Durante este período, muchas de las acuarelas se publicaron como ilustraciones litográficas en los boletines del USDA y los anuarios del departamento.

## Historia de las colecciones
El período comprendido entre 1886 y 1916, cuando se pintaron la mayoría de estas acuarelas, fue una época en la que las principales regiones frutícolas de Estados Unidos apenas empezaban a emerger, ya que los agricultores colaboraban con el USDA para establecer huertos y expandir los mercados. La fotografía aún no se usaba ampliamente como medio documental, por lo que el gobierno dependía de artistas para producir dibujos técnicamente precisos de los cultivares para sus publicaciones.
Unos 65 artistas diferentes están representados en la colección, de los cuales un tercio eran mujeres; trabajar como ilustradora del gobierno era uno de los pocos trabajos de artistas abiertos a las mujeres en un momento en que apenas comenzaban a poder obtener capacitación formal en las escuelas de arte estadounidenses. Casi todas las 7584 acuarelas de la colección fueron creadas por solo nueve de los artistas, de los cuales seis eran mujeres. Los tres principales contribuyentes fueron Deborah Griscom Passmore, Amanda Almira Newton y Mary Daisy Arnold, quienes pintaron más de 1000 acuarelas cada una y entre ellas son responsables de la mitad de la colección. Las acuarelas de Passmore en particular han sido llamadas las mejores hechas por los primeros ilustradores del USDA y un tesoro nacional. Entre los otros artistas más prolíficos estaban Royal Charles Steadman (más de 850 acuarelas), J. Marion Shull (quien más tarde se convirtió en una reconocida fitomejoradora; más de 750 acuarelas), Ellen Isham Schutt (más de 700), Bertha Heiges (más de 600), Elsie E. Lower (más de 250), William Henry Prestele (más de 100), y el reconocido micólogo Louis Charles Christopher Krieger. Otra artista cuya obra está incluida en la colección es Roberta Cowing.
Un poco más de la mitad de las acuarelas muestran cultivares de manzana, muchos de los cuales ya no se cultivan. El resto varía desde tipos comunes de frutas y nueces (uvas, bayas, frutas de hueso, melones, cítricos, nueces, nueces de nogal americano) hasta frutas nativas menos conocidas (Eastern shadbush) y especies recientemente introducidas en los Estados Unidos o que aún no se cultivan allí: chirimoya, aguacate, ciruela de Natal, saramuyo, etc. Los especímenes representados fueron recolectados en todo Estados Unidos y sus territorios y también en casi 30 países más. La acuarela típica de la colección representa la fruta entera (a veces con sus hojas) junto con una media vista que muestra su pulpa y semillas; algunas muestran la fruta en un estado enfermo.

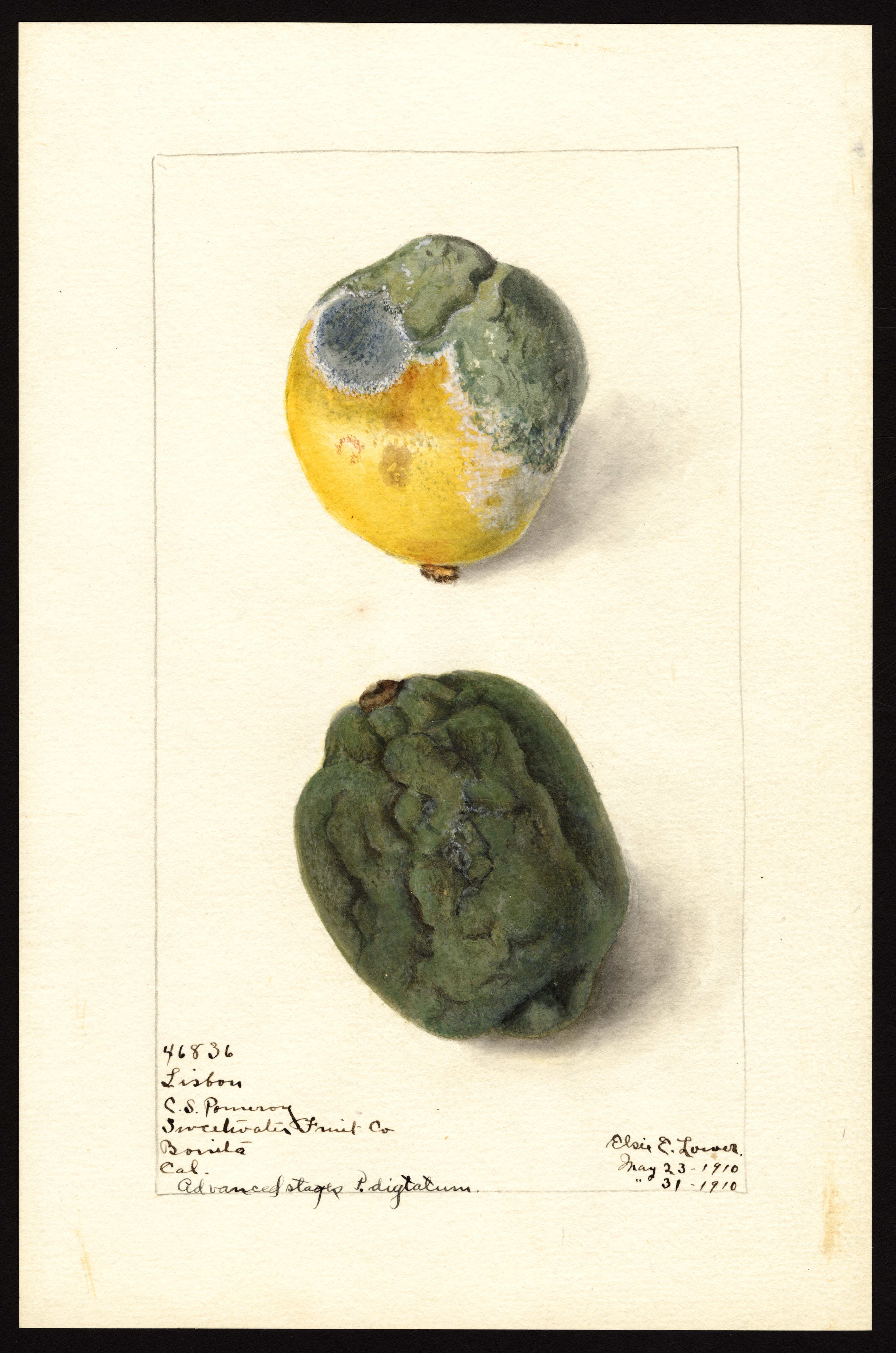
Acuarela de Elsie E. Lower de limón de Lisboa enfermo (Citrus limon), 1910.
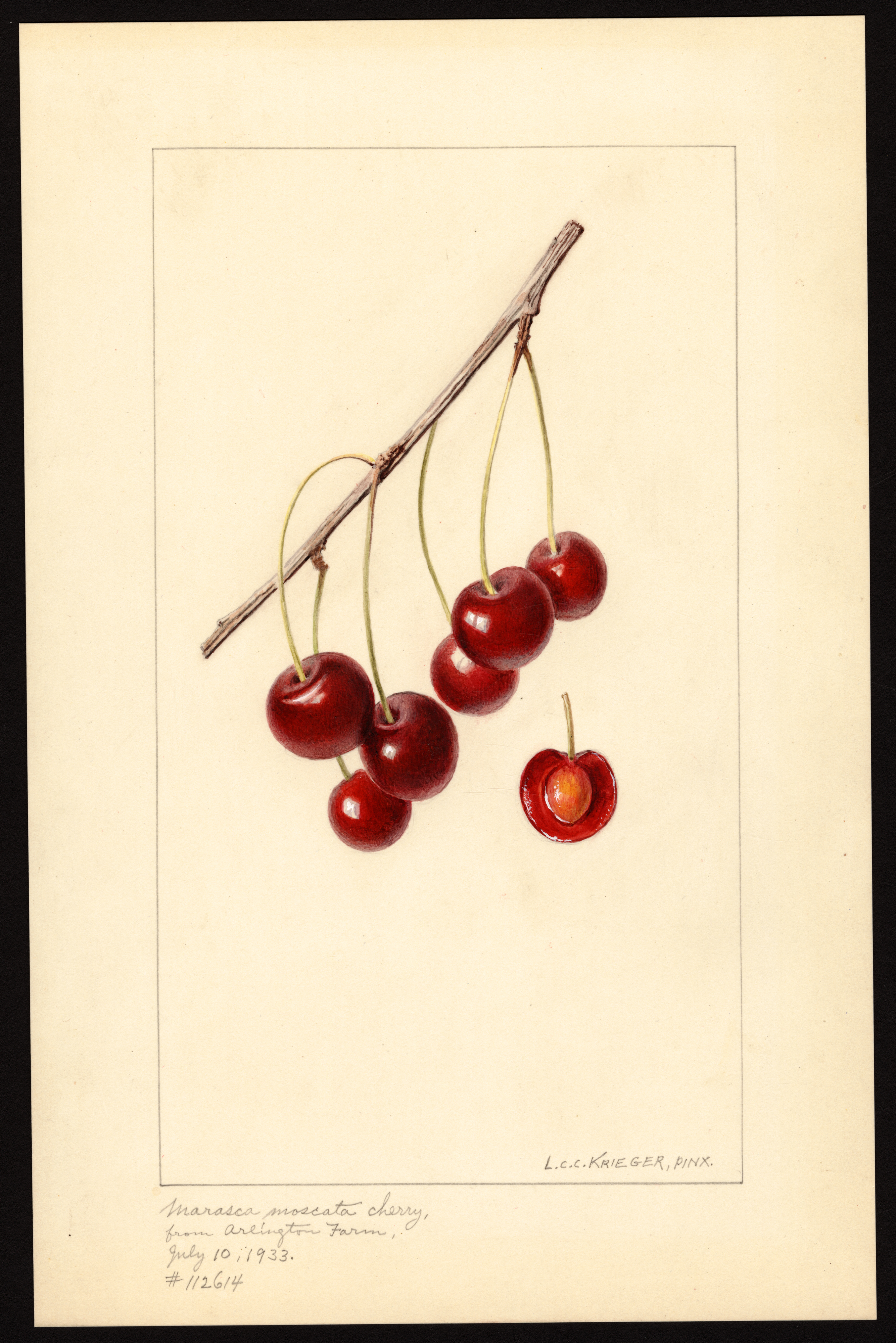
Acuarela de Louis Charles Christopher Krieger variedad de cereza 'Marasca Moscata' (Prunus avium), 1933.
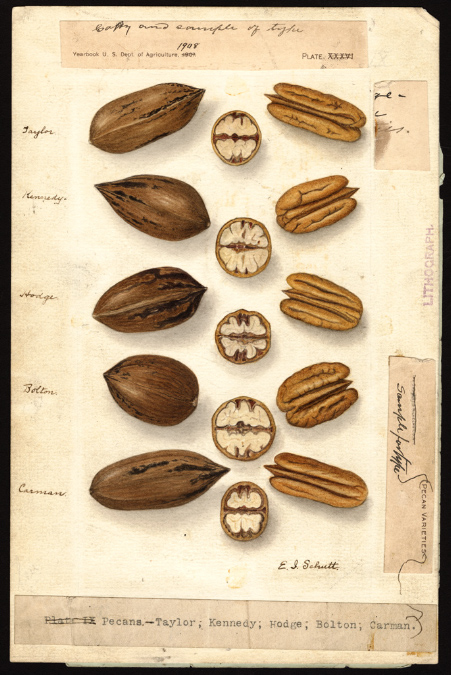
Acuarela de Ellen Isham Schutt de nueces pecanas (Carya illinoinensis), ca. 1904–14. Las variedades mostradas incluyen: Taylor, Kennedy, Hodge, Bolton y Carman.
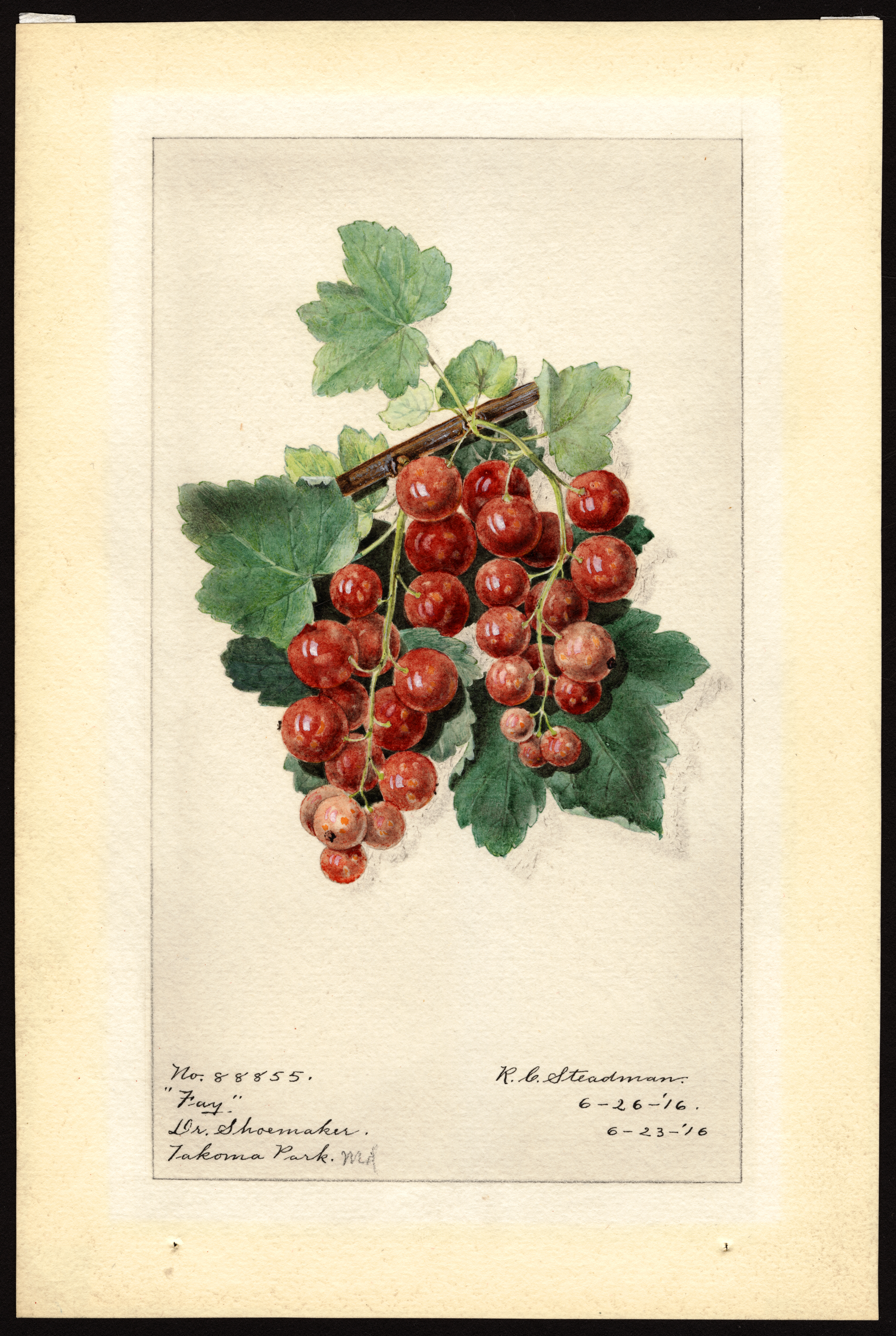
Acuarela de Royal Charles Steadman del cultivar Fay grosella espinosa, 1916.
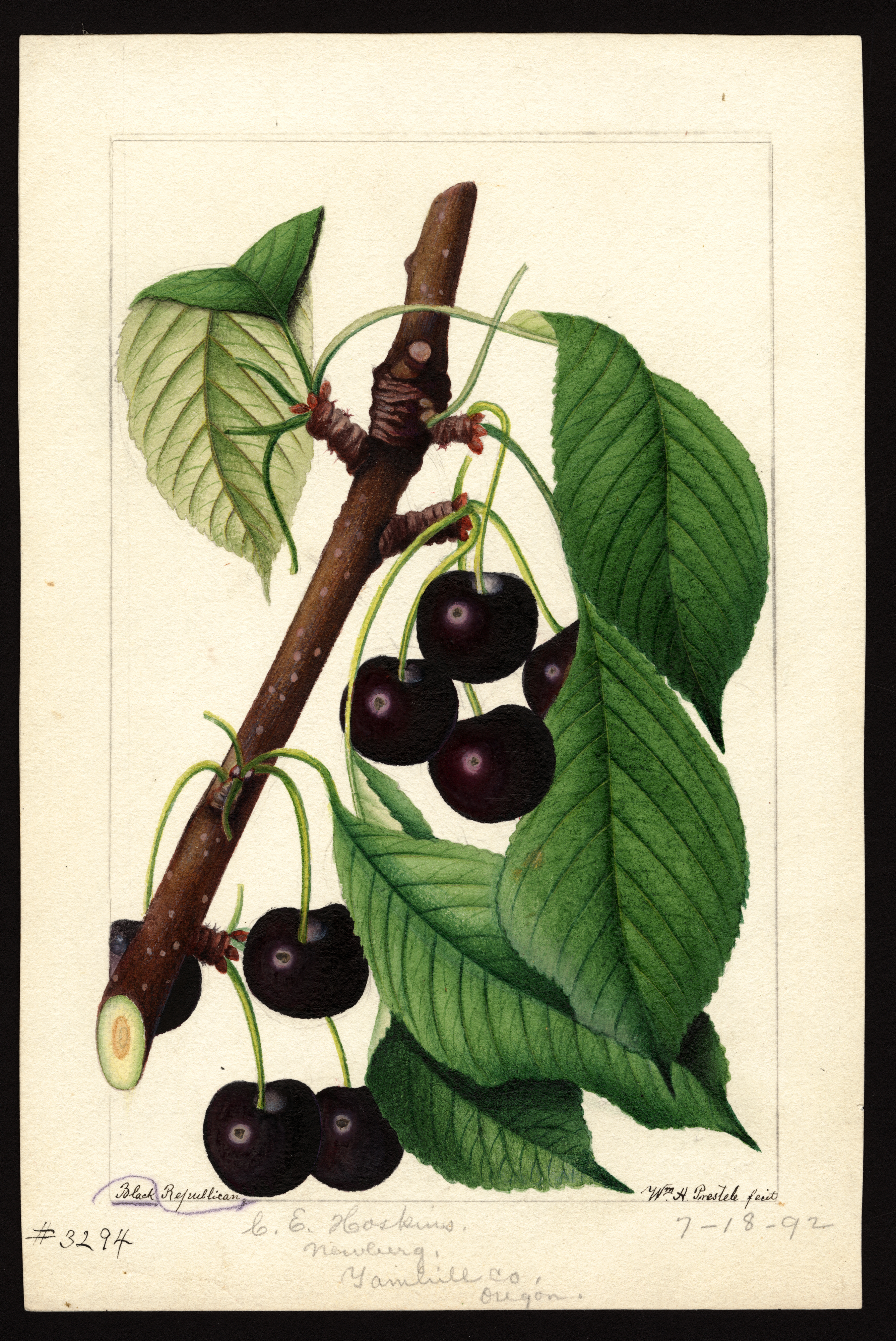
Acuarela de William Henry Prestele de cereza silvestre (Prunus avium), 1892.
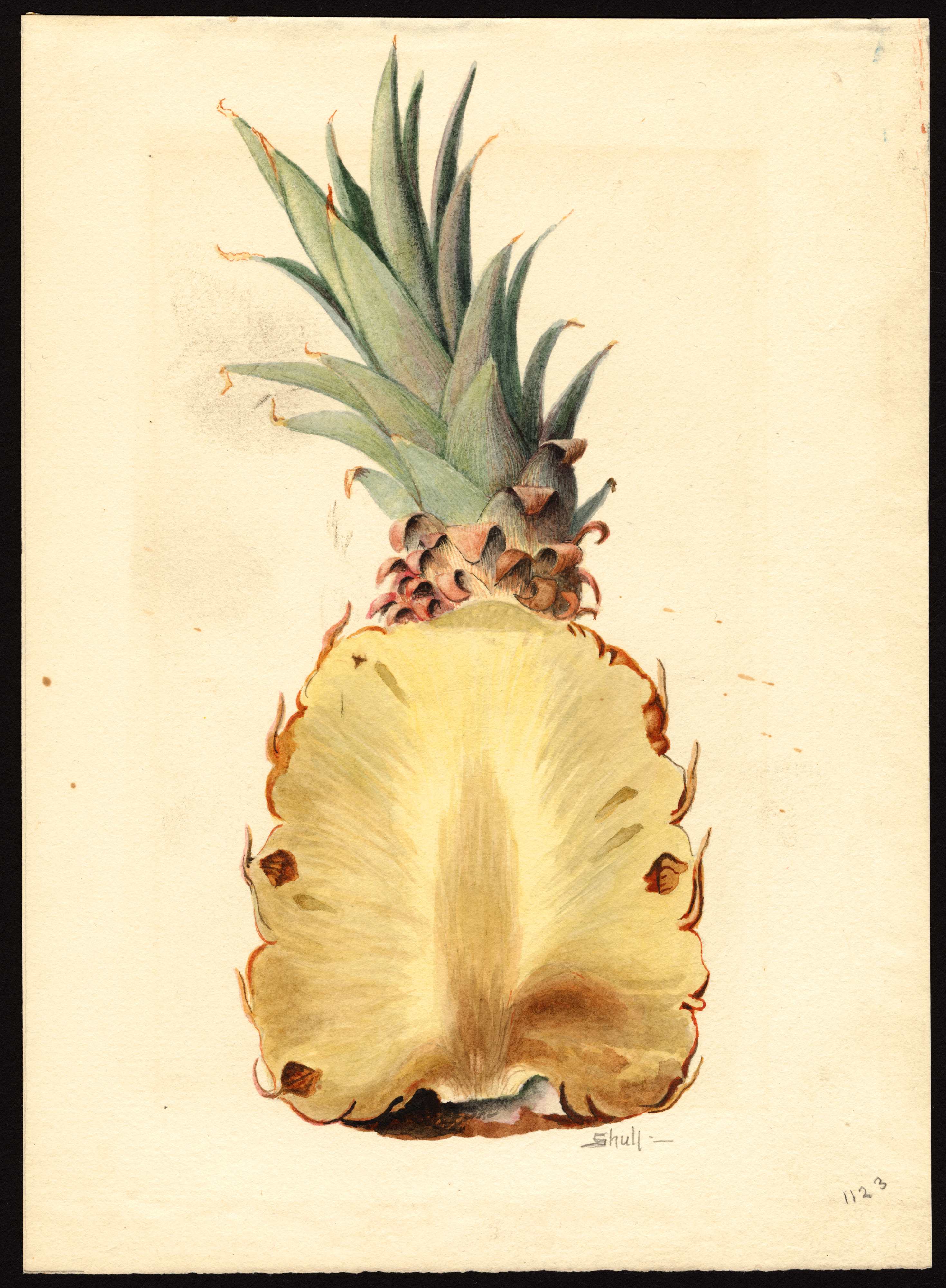
Acuarela de J. Marion Shull de piña (Ananas comosus), 1919.